# Los Angeles Atlético Clube
Los Angeles Atlético Clube é uma agremiação esportiva da cidade do Rio de Janeiro. 

## História
O clube disputa o Campeonato Amador da Capital, antigo Departamento Autônomo do Rio de Janeiro.
No ano de 2023 o clube foi adquirido por uma nova gestão, contando com o ex-jogador de futebol e atual treinador do Los Angeles Atlético Clube sub-17,Gabriel Gomes( mais conhecido como Gabriel Mexicano com passagens pelas categorias de Base de clubes tradicionais do RJ, como Bangu A.C,Americano F.C,C.E Rio Branco entre outros e uma passagem com destaque pela Caçadorense de SC) como Homem forte do futebol. Neste mesmo Ano Gabriel Trouxe consigo o Preparador Físico Euller Casalli,os Auxiliares técnicos Yuri Zuza, Richard Silva e Gabriel Torres. Contando com o Respaldo do Professor e Diretor Marcus Vinícius. Tendo o clube passado por uma enorme reestruturação de suas Categorias de Base, o clube é filiado a FFERJ(Federação de Futebol Do Estado Do Rio De Janeiro). 

## Copa Zico Verão 2023 (sub-17)
O Los Angeles Atlético Clube teve uma participação de destaque na competição, terminando invicto na mesma, mesmo tendo sido eliminado nas quartas de finais pela excelente equipe do Bella Vista( também vinculada a FFERJ) nos penaltis.A equipe demonstrou mais uma vez um futebol vistoso, só que desta vez com uma defesa mais sólida, sofrendo apenas 1 gol em 4 jogos disputados. O clube também teve o artilheiro da competição. 

## Copa Sinno 2023
Em sua primeira Participação, o Los Angeles fez uma excelente campanha na fase de grupos, ganhando equipes de expressão, como o Audax/D8 e o Duque de Caxias. A equipe terminou a primeira fase na 2 colocação no geral, garantindo-se no mata-mata da competição. Os comandados de Gabriel Mexicano, Euller, RD, Yuri e CIA  mostraram um futebol envolvente e foram surpresa na competição. A equipe foi eliminada nas quartas de final para a mesma equipe do Audax/D8, encerrando sua grandiosa participação, mesmo que derrotada na fase de mata-mata, surpreendendo a todos em sua primeira aparição

## Los Angeles  2024 (primeiro semestre)
O clube começou o ano com algumas trocas no comando técnico, Gabriel Mexicano que estava no sub 17, após uma breve sondagem de outro clube chegou a deixar o "Time do Povo", mas rapidamente regressou, devido á este Fato o treinador Richard(RD) que estava no sub 15, assumiu o sub 17 dando sequência no Campeonato amador da Capital pela FFERJ, classificando o clube para as oitavas de final, sendo eliminado pela forte equipe do vila do João. o presidente manteve RD no sub 17  e trouxe de volta "mais um Caveira", Mexicano voltou com a responsabilidade de preparar o sub 15 do clube e disputar a copa zico de inverno 2024 e o Campeonato amador da capital sub 15 FFERJ, o treinador trouxe em sua comissão o Professor Marcus vinícius  e utilizará o preparador físico de sua total confiança "Euller".

## Los Angeles 2024(segundo semestre)
O clube passou por mais uma reformulação visando melhorias, saíram RD e Euller da comissão técnica.

## Los Angeles 2025
O clube iniciou o ano treinando forte em seu CT com a montagem das categorias sub-17/sub-15/sub-13. 